# Austria en la Copa Mundial de Fútbol de 1978
La selección de Austria fue uno de los 16 equipos participantes en la Copa Mundial de Fútbol de 1978. torneo que se llevó a cabo del 1 al 25 de junio en Argentina.
Fue la cuarta participación de Austria, que formó parte del Grupo 3, junto a Brasil, España y Suecia.

## Clasificación

### Tabla de posiciones
| Equipo               | Pts | PJ | PG | PE | PP | GF | GC | Dif |
| -------------------- | --- | -- | -- | -- | -- | -- | -- | --- |
| Austria              | 10  | 6  | 4  | 2  | 0  | 14 | 2  | 12  |
| Alemania Democrática | 9   | 6  | 3  | 3  | 0  | 15 | 4  | 11  |
| Turquía              | 5   | 6  | 2  | 1  | 3  | 9  | 5  | 4   |
| Malta                | 0   | 6  | 0  | 0  | 6  | 0  | 27 | -27 |

### Partidos
| Fecha                    | Lugar     | Partido              | Partido | Partido | Partido | Partido              |
| ------------------------ | --------- | -------------------- | ------- | ------- | ------- | -------------------- |
| 5 de diciembre de 1976   | La Valeta | Malta                |         | 0:1     |         | Austria              |
| 17 de abril de 1977      | Viena     | Austria              |         | 1:0     |         | Turquía              |
| 30 de abril de 1977      | Salzburgo | Austria              |         | 9:0     |         | Malta                |
| 24 de septiembre de 1977 | Viena     | Austria              |         | 1:1     |         | Alemania Democrática |
| 12 de octubre de 1977    | Leipzig   | Alemania Democrática |         | 1:1     |         | Austria              |
| 30 de octubre de 1977    | Esmirna   | Turquía              |         | 0:1     |         | Austria              |

## Jugadores
| #  | Nombre                | Posición      | Edad | Club                |
| -- | --------------------- | ------------- | ---- | ------------------- |
| 1  | Friedrich Koncilia    | Portero       | 30   | SSW Innsbruck       |
| 2  | Robert Sara           | Defensor      | 32   | Austria Wien        |
| 3  | Erich Obermayer       | Defensor      | 25   | Austria Wien        |
| 4  | Gerhard Breitenberger | Defensor      | 23   | VÖEST Linz          |
| 5  | Bruno Pezzey †        | Defensor      | 23   | SSW Innsbruck       |
| 6  | Roland Hattenberger   | Mediocampista | 29   | VfB Stuttgart       |
| 7  | Josef Hickersberger   | Mediocampista | 30   | Fortuna Düsseldorf  |
| 8  | Herbert Prohaska      | Mediocampista | 22   | Austria Wien        |
| 9  | Hans Krankl           | Delantero     | 25   | Rapid Wien          |
| 10 | Wilhelm Kreuz         | Mediocampista | 29   | Feyenoord           |
| 11 | Kurt Jara             | Mediocampista | 27   | MSV Duisburg        |
| 12 | Eduard Krieger        | Mediocampista | 31   | Club Brugge         |
| 13 | Gunter Happich        | Mediocampista | 26   | Wiener Sportclub    |
| 14 | Heinrich Strasser     | Defensor      | 29   | Admira/Wacker       |
| 15 | Heribert Weber        | Defensor      | 23   | SK Sturm Graz       |
| 16 | Peter Persidis        | Defensor      | 31   | Rapid Wien          |
| 17 | Franz Oberacher       | Delantero     | 24   | SSW Innsbruck       |
| 18 | Walter Schachner      | Delantero     | 21   | DSV Alpine Donawitz |
| 19 | Hans Pirkner          | Delantero     | 32   | Austria Wien        |
| 20 | Ernst Baumeister      | Mediocampista | 21   | Austria Wien        |
| 21 | Erwin Fuchsbichler    | Portero       | 26   | VÖEST Linz          |
| 22 | Hubert Baumgartner    | Portero       | 23   | Austria Wien        |
| DT | Helmut Senekowitsch † |               |      |                     |

## Participación

### Primera fase

#### Grupo 3
| Equipo  | Pts | PJ | PG | PE | PP | GF | GC |
| ------- | --- | -- | -- | -- | -- | -- | -- |
| Austria | 4   | 3  | 2  | 0  | 1  | 3  | 2  |
| Brasil  | 4   | 3  | 1  | 2  | 0  | 2  | 1  |
| España  | 3   | 3  | 1  | 1  | 1  | 2  | 2  |
| Suecia  | 1   | 3  | 0  | 1  | 2  | 1  | 3  |

| 3 de junio de 1978 | Austria                   | 2:1 (1:1) | España   | Est. José Amalfitani, Buenos Aires                                   |                                                                      |
|                    | Schachner 9' · Krankl 76' | Reporte   | Dani 21' | Asistencia: 40.841 espectadores Árbitro(s): Karoly Palotai (Hungría) | Asistencia: 40.841 espectadores Árbitro(s): Karoly Palotai (Hungría) |

| 7 de junio de 1978 | Austria           | 1:0 (1:0) | Suecia | Est. José Amalfitani, Buenos Aires                                        |                                                                           |
|                    | Krankl 42' (pen.) | Reporte   |        | Asistencia: 41.424 espectadores Árbitro(s): Charles Corver (Países Bajos) | Asistencia: 41.424 espectadores Árbitro(s): Charles Corver (Países Bajos) |

| 11 de junio de 1978 | Brasil               | 1:0 (1:0) | Austria | Est. José M. Minella, Mar del Plata                                |                                                                    |
|                     | Roberto Dinamite 40' | Reporte   |         | Asistencia: 35.221 espectadores Árbitro(s): Robert Wurtz (Francia) | Asistencia: 35.221 espectadores Árbitro(s): Robert Wurtz (Francia) |

### Segunda Fase

#### Grupo A
| Equipo           | Pts | PJ | PG | PE | PP | GF | GC |
| ---------------- | --- | -- | -- | -- | -- | -- | -- |
| Países Bajos     | 5   | 3  | 2  | 1  | 0  | 9  | 4  |
| Italia           | 3   | 3  | 1  | 1  | 1  | 2  | 2  |
| Alemania Federal | 2   | 3  | 0  | 2  | 1  | 4  | 5  |
| Austria          | 2   | 3  | 1  | 0  | 2  | 4  | 8  |

| 14 de junio de 1978 | Países Bajos                                                           | 5:1 (3:0) | Austria       | Est. Olímpico de Córdoba, Córdoba                                 |                                                                   |
|                     | Brandts 6' · Rensenbrink 35' (pen.) · Rep 36' 53' · Van de Kerkhof 82' | Reporte   | Obermayer 79' | Asistencia: 25.050 espectadores Árbitro(s): John Gordon (Escocia) | Asistencia: 25.050 espectadores Árbitro(s): John Gordon (Escocia) |

| 18 de junio de 1978 | Italia    | 1:0 (1:0) | Austria | Est. Monumental, Buenos Aires                                      |                                                                    |
|                     | Rossi 14' | Reporte   |         | Asistencia: 66.695 espectadores Árbitro(s): Francis Rion (Bélgica) | Asistencia: 66.695 espectadores Árbitro(s): Francis Rion (Bélgica) |

| 21 de junio de 1978 | Austria                           | 3:2 (0:1) | Alemania Federal                           | Est. Olímpico de Córdoba, Córdoba                                  |                                                                    |
|                     | Vogts 59' (a.g.) · Krankl 66' 87' | Reporte   | Karl-Heinz Rummenigge 19' · Hölzenbein 68' | Asistencia: 38.318 espectadores Árbitro(s): Abraham Klein (Israel) | Asistencia: 38.318 espectadores Árbitro(s): Abraham Klein (Israel) |